# فوزيلي
فوزيلي (Fusilli) هي أنواع من المعكرونة التي يتم تشكليها على هيئة أشكال حلزونية  ملولبة. الكلمة الإيطالية الأصل فوزيلي قد تكون مشتقة من كلمة فوزو (fuso) التي تعني مغزل، لأنه تقليديا يتم «غزل» قطع عجينة الباستا على قضيب صغير خلال الضغط والتدوير على القضيب لينتج شكل لولبي حلزوني.